# Ingeborg Holmgren-Bona
Ingeborg Jenny Helena Holmgren-Bona, född Holmgren 7 maj 1897 i Skinnskatteberg, död 23 juni 1978 i Salems församling, var en svensk operasångerska.  

## Biografi
Ingeborg Holmgren-Bona var dotter till folkskollärarna Carl Johan Emil Holmgren (f. 1857 i Vetlanda, Småland) och Jenny Mellner (f. 1866 i Risinge, Östergötland) Hon växte upp i Saltsjöbaden. Redan som 21-åring höll hon sin första konsert i Stockholm. Recensionerna var positiva och efter ytterligare ett solistuppträdande vid Konsertföreningen i Stockholm vid framförande av Beethovens nionde symfoni och konsert i Uppsala blev Ingeborg Holmgren elev vid Kungliga Teatern i Stockholm. Efter sex veckors studier fick hon debutera på operascenen som Nattens drottning i Mozarts opera Trollflöjten. Denna krävande roll, som de åren endast sjungits av utländska artister, förde henne fram till operasångerskornas led och hon förklarades av kritikerna ha framtiden för sig som sångerska. 
Ingeborg Holmgren-Bona erhöll Jenny Lind-stipendiet 1923 och vistades i Tyskland för sångstudier med konsert och operaframträdanden åren 1922–1924. På Städtische Oper i Berlin debuterade hon som Nattens Drottning med Leo Blech som dirigent. Hon fortsatte sedan sin konstnärliga verksamhet på de stora tyska operascenerna under dirigenter som Arturo Toscanini, Wilhelm Furtvängler, Bruno Walter, Weingartner och Pietro Mascagni. Hon sjöng i de flesta stora operorna såsom Falstaff, La Traviata, Aïda, Trubaduren, Rigoletto, Tosca, La Bohème, Turandot, Norma, Carmen, Trollflöjten, Don Juan, Figaros bröllop, Enleveringen ur Seraljen, Rosenkavaljeren, Salome, Arabella, Ariadne på Naxos, Eugen Onegin, Nibelungens ring, Tannhäuser, Lohengrin och Tristan och Isolde. Därtill sjöng hon konserter, oratorier såsom Haydns Skapelsen, Årstiderna, Verdis Requiem, Matteuspassionen och Juloratoriet. De tyska recensenterna var översvallande, särskilt i fråga om hennes framträdande vid festspelen i Bayreuth i ett flertal Wagneroperor. 1937 lämnade Ingeborg Holmgren-Bona operascenen i och med att hon fick sitt första barn, men hade då spelat på Tysklands samtliga stora operascener såsom München, Breslau, Nürnberg, Hamburg, Frankfurt am Main samt Prag, Wien, Amsterdam, Budapest med flera städer.
Hon var anställd vid Deutsche Oper Berlin-Charlottenburg 1923–1927, Neue Deutsche Theater i Prag 1927–1928, Oper Breslau 1929–1930, Staatstheater Nürnberg 1930–1938 och Bayreuthfestspelen 1924–1931.
Hon bedrev studier hos Augustin Kock, Stockholm, professor Ernst Grenzebach, Berlin, professor Vittorino Moratti, Milano och Mozartheum, Salzburg.
Hon var gift från 1935 med läkaren Humbert Bona (1898–1968) och hade med honom två barn: tandläkaren Christian Bona (1937–2016) och civilingenjör Bertil Bona (1939–).